# 鵜飼航丞
鵜飼 航丞（うかい こうすけ、1999年5月30日 - ）は、愛知県名古屋市東区出身のプロ野球選手（外野手）。右投右打。中日ドラゴンズ所属。

## 経歴

### プロ入り前
名古屋市立山吹小学校、名古屋市立冨士中学校を卒業。中京大学附属中京高等学校3年夏に4番として第99回全国高等学校野球選手権大会に出場したが、1回戦で中村奨成擁する広陵に敗れた。同学年のチームメイトに伊藤康祐、伊藤稜、1学年下に澤井廉がいた。高校通算56本塁打。
駒澤大学に進学し、1年春からベンチ入り。2年秋からは4番打者を務めた。その後、2021年9月22日にプロ志望届を提出した。
2021年度ドラフト会議にて、中日ドラゴンズから2位指名を受けた。
ドラフト会議当日の10月11日の青山学院大学戦（明治神宮野球場）で本塁打を放つ。その後の3試合でも本塁打を連発し、東都大学リーグでは、古川慎一、井口忠仁の記録に並ぶ4試合連続本塁打を記録した。
11月30日、契約金7000万円、年俸1200万円で入団に合意（金額は推定）。背番号は4。担当スカウトは正津英志。

### 中日時代
2022年は、開幕一軍入りを果たした。3月30日の対横浜DeNAベイスターズ戦（バンテリンドーム ナゴヤ）で、4回裏に石田健大からプロ初本塁打を放った。また、この本塁打がバンテリンドーム通算2000号本塁打となった。4月1日の広島東洋カープ戦（バンテリンドーム ナゴヤ）では1点を追う8回裏一死一・三塁の場面で大瀬良大地から右前同点適時打を放った。その後、チームが勝利したため、初めてヒーローインタビューを受けた。5月10日に新型コロナウイルスに感染したことが判明し、登録抹消されたが、5月24日の対埼玉西武ライオンズ戦（バンテリンドーム ナゴヤ）から一軍に復帰。対西武3連戦では3試合とも打点を記録したが、その後はNPB野手タイ記録となる9打席連続三振を記録するなど不振が続き、6月27日に一軍登録を抹消された。その後は二軍で調整を続けていたが、7月7日における試合で自打球が左脹脛に当たり、左下腿三頭筋内側打撲と診断されたと発表。手術を受けリハビリに励み8月4日に練習を再開すると、9月23日に再び一軍昇格。最終的に、打率.206、4本塁打、16打点という結果に終わった。オフのみやざきフェニックス・リーグでは6本塁打を放ち、本塁打王となった。11月22日に300万円増の推定年俸1500万円で契約を更改した。
2023年は、24歳の誕生日を迎えた5月30日に行われた対福岡ソフトバンクホークス戦（福岡PayPayドーム）の9回表に左翼ポールを直撃する本塁打を放ち、食品加工会社であるマルタイから棒ラーメン1年分（360食）が進呈されることとなった。このシーズンのウエスタン・リーグでは規定打席到達者中最高となる出塁率.333を記録したが、最高出塁率のタイトルは規定打席に14打席不足した池田陵真（.362）が規定により獲得。打率も規定打席到達者中最高の.287を記録するも、こちらも規定により池田（.301）が首位打者を獲得。一軍では41試合に出場し、打率.143、3本塁打、5打点といずれも前年の記録を下回った。シーズンオフの10月にはドミニカ共和国のウインターリーグに派遣されたが、開幕前のロースター枠に残れずに帰国した。11月8日、150万円減となる推定年俸1350万円で契約を更改した。11月25日からは台湾で行われたアジアウインターベースボールリーグに参加し、16試合の出場で打率.280、4本塁打、12打点、OPS.970の成績を残し、本塁打王に輝いた。
2024年は、12試合に出場し、打率.185、0本塁打に終わった。11月7日、220万円減となる推定年俸1130万円で契約を更改した。12月16日、背番号が66に変更されることが発表された。

## 選手としての特徴
50m走6.1秒、遠投110m。思い切りのいいスイングで力強い打球を飛ばす長打力が魅力の右の大砲。

## 人物
幼少期から大の中日ドラゴンズファンである。憧れの選手は福留孝介。
苗字の鵜飼が長良川鵜飼に通じるため、応援歌のフレーズに「糸」や「篝火」といった鵜飼の要素を取り入れられている。

## 詳細情報

### 年度別打撃成績
| 年 度     | 球 団     | 試 合 | 打 席 | 打 数 | 得 点 | 安 打 | 二 塁 打 | 三 塁 打 | 本 塁 打 | 塁 打 | 打 点 | 盗 塁 | 盗 塁 死 | 犠 打 | 犠 飛 | 四 球 | 敬 遠 | 死 球 | 三 振 | 併 殺 打 | 打 率 | 出 塁 率 | 長 打 率 | O P S |
| --------- | --------- | ----- | ----- | ----- | ----- | ----- | -------- | -------- | -------- | ----- | ----- | ----- | -------- | ----- | ----- | ----- | ----- | ----- | ----- | -------- | ----- | -------- | -------- | ----- |
| 2022      | 中日      | 59    | 195   | 180   | 14    | 37    | 8        | 1        | 4        | 59    | 16    | 1     | 0        | 0     | 1     | 9     | 0     | 5     | 64    | 0        | .206  | .262     | .328     | .589  |
| 2023      | 中日      | 41    | 94    | 91    | 7     | 13    | 1        | 0        | 3        | 23    | 5     | 1     | 1        | 0     | 0     | 2     | 0     | 1     | 31    | 1        | .143  | .170     | .253     | .423  |
| 2024      | 中日      | 12    | 27    | 27    | 1     | 5     | 2        | 0        | 0        | 7     | 3     | 0     | 0        | 0     | 0     | 0     | 0     | 0     | 10    | 1        | .185  | .185     | .259     | .445  |
| 通算：3年 | 通算：3年 | 112   | 316   | 298   | 22    | 55    | 11       | 1        | 7        | 89    | 24    | 2     | 1        | 0     | 1     | 11    | 0     | 6     | 105   | 2        | .185  | .228     | .299     | .527  |

- 2024年度シーズン終了時

### 年度別守備成績
内野守備
| 年 度 | 球 団 | 一塁  | 一塁  | 一塁  | 一塁  | 一塁  | 一塁     |
| 年 度 | 球 団 | 試 合 | 刺 殺 | 補 殺 | 失 策 | 併 殺 | 守 備 率 |
| ----- | ----- | ----- | ----- | ----- | ----- | ----- | -------- |
| 2023  | 中日  | 1     | 5     | 0     | 0     | 0     | 1.000    |
| 通算  | 通算  | 1     | 5     | 0     | 0     | 0     | 1.000    |

外野守備
| 年 度 | 球 団 | 外野  | 外野  | 外野  | 外野  | 外野  | 外野     |
| 年 度 | 球 団 | 試 合 | 刺 殺 | 補 殺 | 失 策 | 併 殺 | 守 備 率 |
| ----- | ----- | ----- | ----- | ----- | ----- | ----- | -------- |
| 2022  | 中日  | 49    | 79    | 3     | 2     | 1     | .976     |
| 2023  | 中日  | 18    | 28    | 0     | 0     | 0     | 1.000    |
| 2024  | 中日  | 6     | 10    | 1     | 0     | 0     | 1.000    |
| 通算  | 通算  | 73    | 117   | 4     | 2     | 1     | .984     |

- 2024年度シーズン終了時

### 記録
初記録
- 初出場・初打席：2022年3月25日、対読売ジャイアンツ1回戦（東京ドーム）、8回表に山下斐紹の代打で出場[38]、高梨雄平から右飛[39]
- 初先発出場：2022年3月26日、対読売ジャイアンツ2回戦（東京ドーム）、「6番・左翼手」で先発出場[40]
- 初安打：同上、2回表に山﨑伊織から三塁内野安打[40]
- 初打点：2022年3月27日、対読売ジャイアンツ3回戦（東京ドーム）、8回表に高梨雄平から右中間越適時二塁打[41]
- 初本塁打：2022年3月30日、対横浜DeNAベイスターズ2回戦（バンテリンドーム ナゴヤ）、4回裏に石田健大から左越2ラン[14]
- 初盗塁：2022年5月25日、対埼玉西武ライオンズ2回戦（バンテリンドーム ナゴヤ）、3回裏に二盗[16]（投手：與座海人、捕手：古賀悠斗）

その他の記録
- バンテリンドーム通算2000号本塁打：上述の初本塁打の際に記録[14]
- 連続打席三振：9打席（2022年6月8日 - 11日）※鉄平、佐藤直樹と並びプロ野球野手ワーストタイ記録、セ・リーグ野手記録

### 背番号
- 4（2022年[11] - 2024年）
- 66（2025年[31] - ）

### 登場曲
- 「虹」AAA（2022年 - ）[42]